# Castel de Cabra
Castel de Cabra – gmina w Hiszpanii, w prowincji Teruel, w Aragonii, o powierzchni 29,44 km². W 2011 roku gmina liczyła 138 mieszkańców.